# Descàrrega luminescent

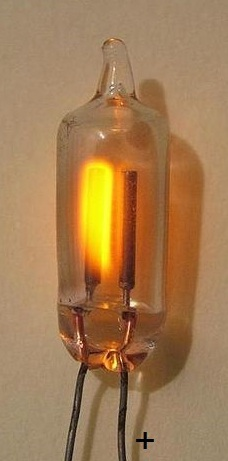
Llum de neó de 1/2 polzada, mostrant la descàrrega lluminosa que envolta càtode

Una descàrrega luminescent elèctrica (en anglès: elèctric glow discharge) és un plasma format pel pas de corrent elèctric de 100 V a diversos kV a través d'un gas, normalment l'argó o un altre gas noble. Es troba en productes com la làmpada de neó i els televisors de plasma i s'utilitza en la física del plasma i en la química analítica. Aquest sistema va ser ideat per William Crookes.
És una tècnica d'ionització usada en espectrometria de masses (font de ions de descàrrega luminescent, en Anglès glow discharge ion source) sobre la base del pas de corrent dins la mostra (GD-MS).
La descàrrega luminescent es pot dividir en tres etapes: sub-estàndard (quan el fenomen encara no és estable), normal (quan és estable), anormal (quan creix i després es converteix en un altre tipus de descàrrega: l'arc elèctric).

## Mecanisme de funcionament

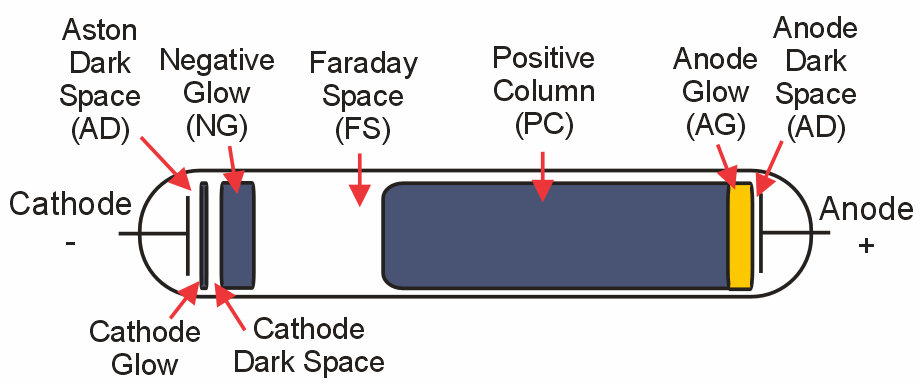
Esquema de la descàrrega incandescent elèctrica: (a) Un ànode i càtode a cada final i (b) Espai fosc d'Aston (c) càtode incandescent (d) espai fosc del càtode (o també anomenat espai fosc de Crookes o espai fosc de Hittorf) (i) Incandescència negativa (f) espai de Faraday (g) columna positiva (h) ànode incandescent (i) espai fosc de l'ànode.

És el tipus més senzill de descàrrega luminescent de corrent continu. En la seva forma bàsica, consisteix en dos elèctrodes en una cèl·lula mantinguts a baixa pressió (0,1-10 torr ; aproximadament 1/10000 a 1 / 100o de la pressió atmosfèrica). La cèl·lula està normalment plena de neó, però també es poden utilitzar altres gasos. S'aplica un potencial elèctric de diversos centenars de volts entre els dos elèctrodes.
Una petita fracció de la població d'àtoms dins de la cèl·lula és inicialment ionitzada a través de processos aleatoris (col·lisions tèrmiques entre els àtoms o amb raigs gamma, per exemple). Els ions (que estan carregats positivament) són impulsades cap al càtode pel potencial elèctric, i al seu torn els electrons són impulsats cap al ànode pel mateix potencial.
La població inicial d'ions i electrons xoca amb altres àtoms, que s'ionitzen, d'aquesta manera augmenta la població d'àtoms ionitzats en el gas. Mentre es manté el potencial, la població de ions i electrons roman sense canvis. Augmentant una mica més la tensió, s'observa la formació d'un arc de descàrrega.

## Aplicació a la computació analògica
Una aplicació interessant per a l'ús de descàrrega luminescent va ser descrita en un article científic de 2002 per Ryes, Ghanem et altri. D'acord amb un article de la revista Nature News que descriu el treball, investigadors de l'Imperial College de Londres van demostrar com es va construir un mini-mapa que brilla al llarg de la ruta més curta entre dos punts. L'article de Nature News descriu el sistema de la següent manera:
Per fer el xip de Londres d'una polzada, l'equip va gravar un plànol del centre de la ciutat en un portaobjectes de vidre. El muntatge d'una tapa plana sobre la part superior es converteix els carrers en tubs buits connectats. S'omplen aquests amb gas heli, i s'insereixen elèctrodes en els centres turístics més importants. Al aplicar un voltatge entre dos punts, l'electricitat flueix de manera natural a través dels carrers al llarg de la ruta més curta de A a B - i el gas brilla com una petita tira de llum de neó.
El prototip en si proporciona un nou enfocament de la computació analògica visible per a la resolució d'una àmplia gamma de problemes de recerca de laberints basades en les propietats d'encesa d'una descàrrega luminescent en un xip de micro-fluid.

## Aplicació com regulador de tensió

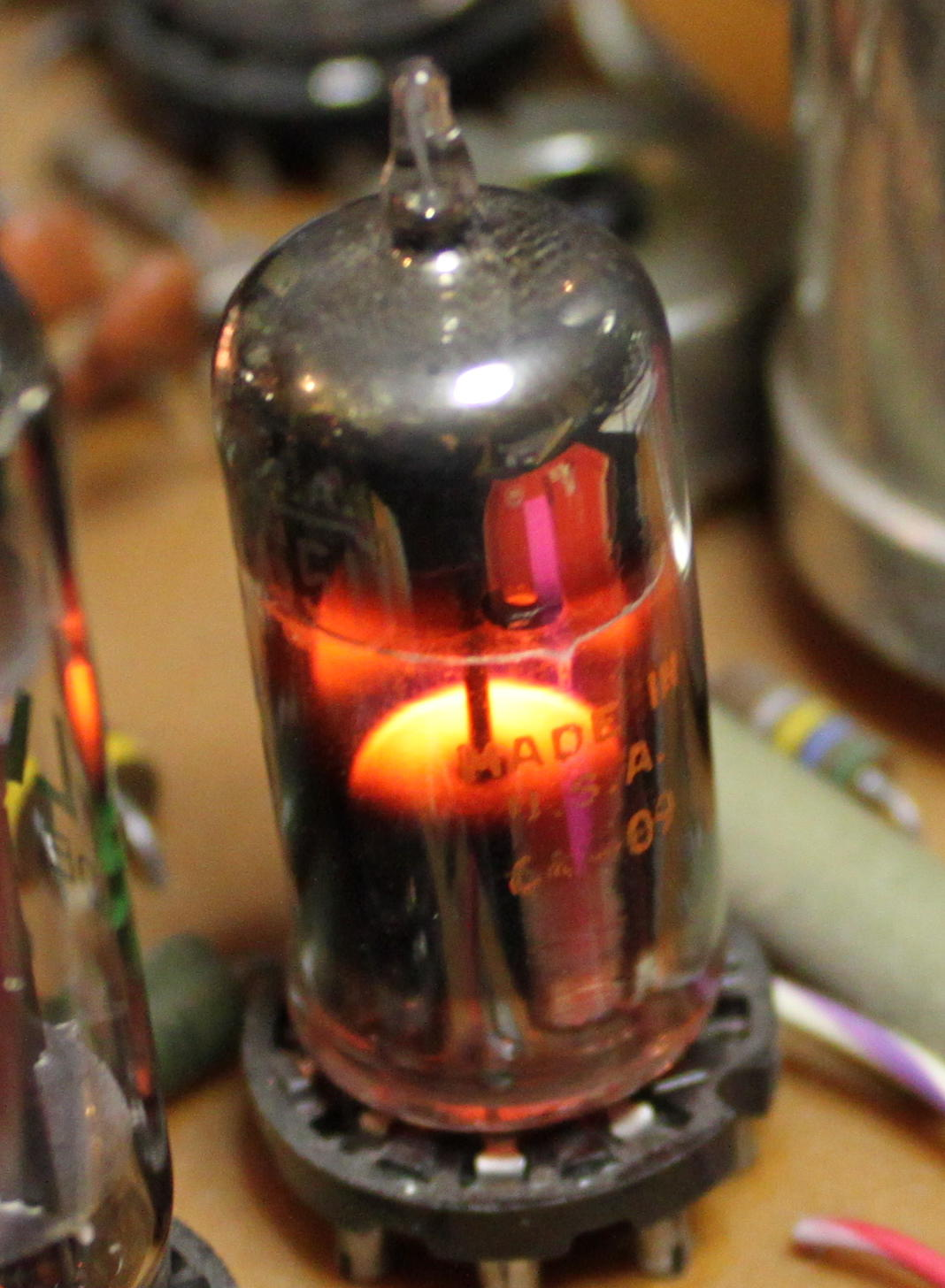
Un tub regulador de tensió 5651 en funcionament

A mitjans del segle xx, abans del desenvolupament de components  estat sòlid com díodes Zener,  regulació de tensió en circuits sovint es va realitzar amb tub regulador de tensió, que feia servir descàrrega de resplendor.